# Zaklinaczka węży
Zaklinaczka węży (fr. La charmeuse de Serpents) – obraz olejny namalowany w 1907 roku przez francuskiego malarza naiwnego Henriego Rousseau.  Był to pierwszy obraz artysty, który znalazł się w Luwrze.

## Historia
Obraz Zaklinaczka węży został zamówiony przez Berthe Delaunay. Obraz zamówiła po swojej wyprawie do Indii. Miała się to stać za namową syna Roberta Delaunaya, który był przyjacielem Henriego Rousseau i chciał mu pomóc w problemach finansowych.
Został wystawiony po raz pierwszy w 1907 roku na wystawie Salonu Jesiennego. Ponieważ Rousseau nigdy nie podróżował poza Francję, egzotyczne rośliny na obrazie namalował, dzięki wizytom w Jardin des plantes oraz dzięki ilustracjom w czasopismach.

## Opis
Na pierwszym planie widoczna jest sylwetka czarnej, nagiej kobiety stojącej na tle zapadającego zmierzchu. W graną przez nią melodię uważnie wsłuchują się węże i dziwna warzęcha z dziobem w kształcie łopatki.
Styl obrazu to szczere i gęste i podświetlane barwy wyprzedzające kolory Magritte'a, linia naiwna i precyzyjna, kompozycja pionowa, z innowacyjną asymetrią. Postać ludzka, zwierzęta i dekoracje roślinne są wykonane z tą samą skrupulatnością i w jednolity sposób.

## Odbiór
Krytyk Philippe Soupault w następujący sposób opisał dzieło Rousseau:
Celnik namalował tajemniczą samotność lasu, gdzie widz doświadcza dźwięku gałęzi, zapachu trawy i świeżości podłoża leśnego. Niewidzialne drżenie wydaje się przebiegać przez żyły drzew.
Nawet jeśli temat zaklinaczki wystąpił już przedtem, to jego przedstawienie na tym zagadkowym obrazie było niezwykle. Fantastyczny świat, jaki ukazuje Zaklinaczka węży, zwiastuje surrealizm.
Po śmierci Rousseau jego obraz szybko osiągnął status dzieła kultowego. Pierwszym, który wykonał jego reprodukcję, był Wilhelm Uhde. W swej monografii poświęconej Rousseau nazwał go malarzem „wizjonerskim”.